# Federico Ubaldini
Federico Ubaldini (Siena, 1610 – Roma, 14 aprile 1657) è stato un letterato e biografo italiano. Importante uomo di lettere seicentesco, fu segretario del Collegio cardinalizio dal 1654 alla morte.

## Biografia
Nacque nel 1610 a Siena, discendente della nobile famiglia Ubaldini e figlio di Ubaldino Ubaldini e Fulvia Segardi. Durante l'infanzia trascorse lunghi periodi di residenza a Urbania, dove la famiglia possedeva un palazzo, e Firenze, dove fece la conoscenza di Carlo Strozzi.
Prima del 1628 aveva fatto la conoscenza del cardinale Francesco Barberini, nipote di papa Urbano VIII, che notando il suo talento letterario lo volle con sé a Roma per curare la sua personale biblioteca, in collaborazione con eruditi del tempo come Giovanni Battista Scanaroli, Luca Wadding e Leone Allacci. Rimase col cardinale fino al 1631, quando divenne canonico a Urbino, facilitato anche dal passaggio della città allo Stato della Chiesa dopo l'estinzione della famiglia Della Rovere.
Proprio a Urbino Ubaldini concentrò la sua attività letteraria: entrato a far parte dell'Accademia degli Assorditi, ne fu segretario per alcuni mesi nel 1632, e qui cominciò a comporre le proprie opere, come un carme in latino in onore della madre defunta nel 1633 e Il Giordano, testo in cui difendeva l'eredità storico letteraria di Dante Alighieri, figura a cui cominciò ad appassionarsi. Nel 1635 tornò a Roma dal cardinale Barberini, che gli commissionò poesie in lingua volgare; nel 1638 invece curò un'edizione unitaria della biografia e delle opere di papa Damaso I, edita in quell'anno e poi nuovamente a Parigi nel 1672. Sempre dietro incarico di Barberini, Ubaldini prese a ricercare la letteratura medievale, soprattutto quella in lingua provenzale antica e volgare.
Attorno al 1640 il cardinale Barberini lo nominò proprio segretario personale, e come tale dovette spostarsi nel Nord Italia per seguire l'andamento della guerra di Castro ed effettuare periodici rapporti alla corte papale. Nel 1642 pubblicò i manoscritti originali degli abbozzi di Francesco Petrarca; l'opera, notevole per l'accuratezza con cui riproduce gli originali appunti trecenteschi, è conservata nella Biblioteca apostolica vaticana come il codice Vaticano latino 3196. Nel 1643 conseguì il dottorato all'Università di Urbino.
Poco dopo dovette consumarsi una rottura col cardinale Barberini, poiché nelle sue lettere all'alto prelato Ubaldini passa da toni amichevoli e confidenziali a discorsi spesso lamentosi e servili, come fosse divenuto persona non grata. A dimostrazione di ciò, si allontanò nuovamente da Roma, e tra il 1644 e il 1646 tornò ad abitare ad Urbania. Fu probabilmente la separazione da Barberini ad esentarlo dall'esilio che papa Innocenzo X impose al cardinale dopo la morte di Urbano VIII; Ubaldini si affrettò quindi a cercare il favore del nuovo pontefice, potendo rientrare a Roma nel 1647. Durante gli anni di residenza forzata ad Urbania e dopo il suo ritorno a Roma si concentrò su un'intensa attività biografica, redigendo opere sulla vita di numerose e variegate personalità, come alcuni suoi antenati (il cardinale Ottaviano Ubaldini, poi Bernardino della Carda, Cia Ubaldini e Giovanni Ubaldini) e il letterato Angelo Colocci.
Federico Ubaldini trascorse gli ultimi anni tra Urbania e Roma, che non lasciò più dopo il 1653. Il 9 marzo 1654 fu nominato segretario del Collegio cardinalizio, mentre nel 1655 divenne accademico della Crusca. Morì nel 1657.